# Heracleum wilhelmsii
Heracleum wilhelmsii är en flockblommig växtart som beskrevs av Fisch. och Carl Anton von Meyer. Heracleum wilhelmsii ingår i släktet lokor, och familjen flockblommiga växter. Inga underarter finns listade i Catalogue of Life.